# درخت‌افکنی

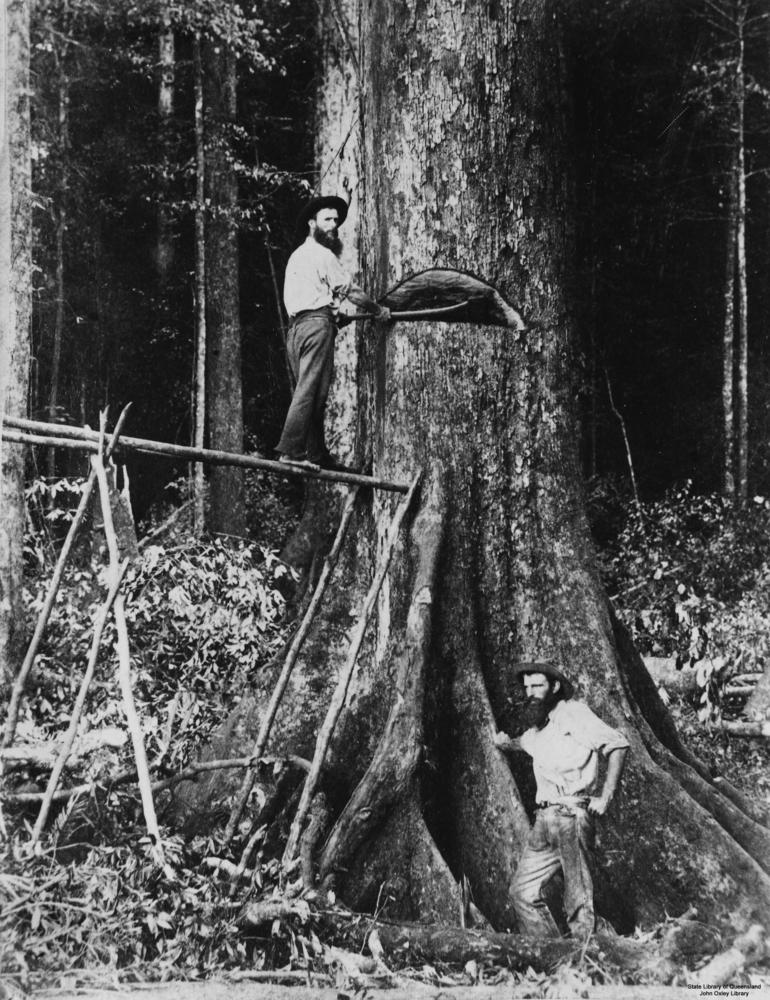
دو درخت‌افکن در حال کار روی درختی در Atherton Tableland، کوئینزلند، استرالیا، ۱۸۹۰–۱۹۰۰

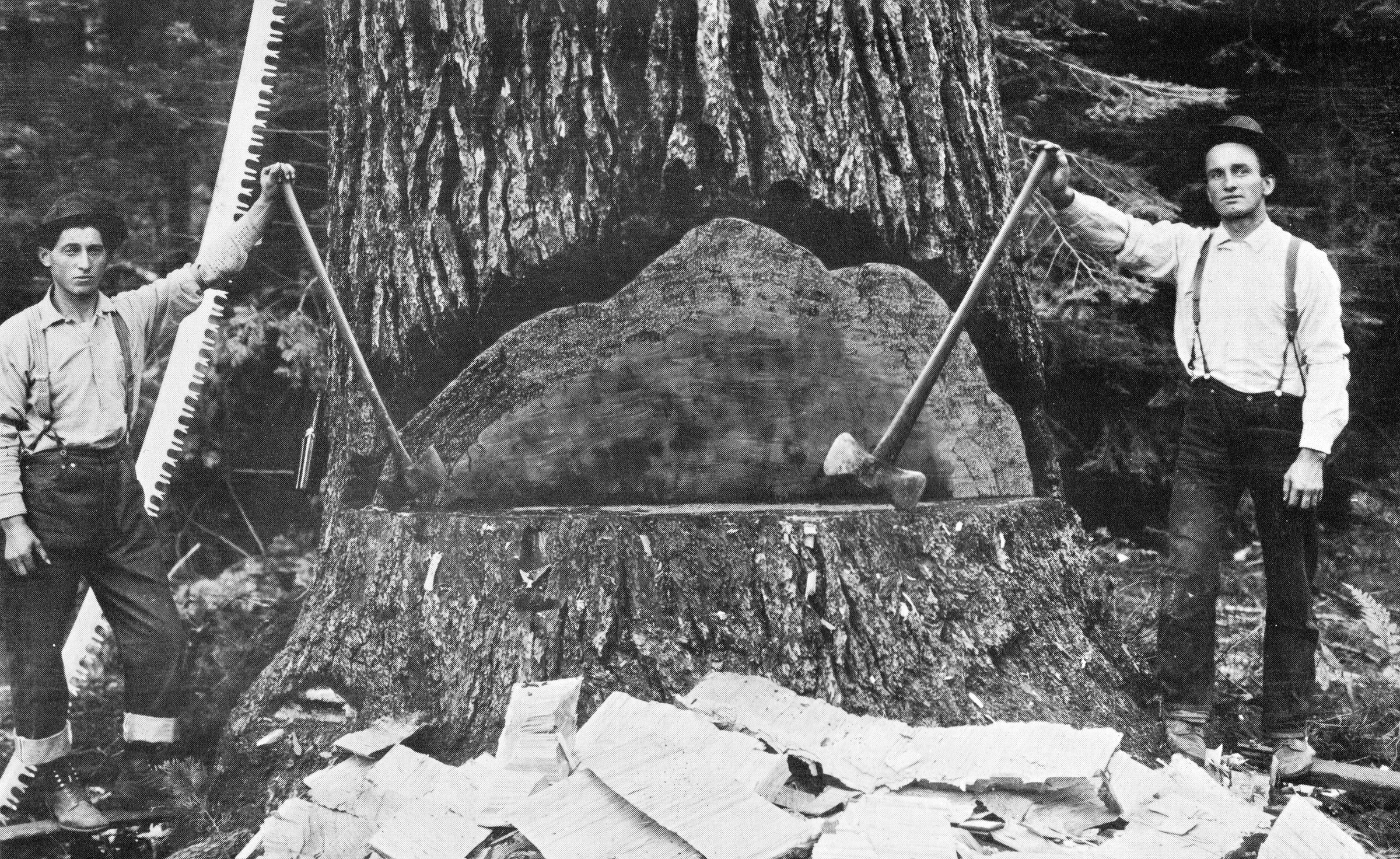
یک زیربرش کامل در یک درخت کاج قندی در شهرستان مادرا، کالیفرنیا در حدود سال ۱۹۱۱.

درخت‌افکنی (به انگلیسی: Felling)، فرایند قطع و انداختن درختان است، یکی از عناصر وظیفه درخت‌بری است. کسی که درختان را قطع می‌کند، درخت‌افکن (feller) است. درخت‌افکن خوشه‌ای (feller buncher) ماشینی است که توانایی قطع یک درخت بزرگ یا گروه‌بندی و قطع چندین درخت کوچک به‌طور همزمان است.